# Darantasia cuneilinea
Darantasia cuneilinea är en fjärilsart som beskrevs av Max Wilhelm Karl Draudt 1914. Darantasia cuneilinea ingår i släktet Darantasia och familjen björnspinnare. Inga underarter finns listade i Catalogue of Life.